# Ninh Khánh
Ninh Khánh là một phường thuộc thành phố Hoa Lư, tỉnh Ninh Bình, Việt Nam.

## Địa lý
Phường Ninh Khánh nằm ở phía bắc thành phố Hoa Lư, có vị trí địa lý:
- Phía đông giáp xã Ninh Khang
- Phía nam giáp phường Đông Thành
- Phía tây giáp xã Ninh Nhất
- Phía bắc giáp phường Ninh Mỹ.

Phường Ninh Khánh có diện tích là 5,37 km², dân số năm 2023 là 13.281 người, mật độ dân số đạt 2.473 người/km².

## Hành chính
Phường Ninh Khánh được chia thành 16 tổ dân phố: Bình Chương, Bình Hà, Bình Hòa, Bình Khang, Bình Yên, Bình Yên Tây, Hợp Thành, Hưng Phúc, Khánh Bình, Khánh Minh, Khánh Tân, Kim Đa, Mía Đông, Mía Tây, Trung Thành, Vinh Quang.

## Lịch sử
Cuối thế kỷ 19 về trước, vùng đất Ninh Khánh bao gồm 2 xã: Cam Giá, Đái Nhân và thôn Kim Đa thuộc tổng Đa Giá, huyện Gia Viễn.
Đầu thế kỷ 20, thành lập huyện Gia Khánh, tổng Đa Giá thuộc huyện Gia Khánh.
Tháng 9 năm 1948, thành lập xã Nhân Hòa trên cơ sở 2 xã: Cam Giá, Đái Nhân và thôn Kim Đa.
Tháng 6 năm 1949, thành lập xã Ninh Khánh trên cơ sở xã Nhân Hòa và xã Đại La (tức xã Ninh Khang ngày nay).
Ngày 22 tháng 10 năm 1956, chia xã Ninh Khánh thành xã Ninh Khang và xã Ninh Khánh thuộc huyện Gia Khánh (sau thuộc huyện Hoa Lư).
Ngày 9 tháng 4 năm 1981, Hội đồng Chính phủ ban hành Quyết định số 151-CP về việc thành lập thị xã Ninh Bình trên cơ sở tách thị trấn Ninh Bình của huyện Hoa Lư. Huyện lỵ Hoa Lư dời về xã Ninh Khánh.
Ngày 2 tháng 11 năm 1996, Chính phủ ban hành Nghị định số 69-CP về việc:
- Sáp nhập 29,97 ha diện tích tự nhiên và 855 nhân khẩu của xã Ninh Khánh thuộc huyện Hoa Lư vào thị xã Ninh Bình quản lý.
- Thành lập phường Tân Thành trên cơ sở điều chỉnh 23,47 ha diện tích tự nhiên và 849 nhân khẩu của xã Ninh Khánh.
- Thành lập phường Đông Thành trên cơ sở điều chỉnh 6,50 ha diện tích tự nhiên và 6 nhân khẩu của xã Ninh Khánh.

Sau khi điều chỉnh địa giới hành chính, xã Ninh Khánh còn lại 521,95 ha diện tích tự nhiên và 9.522 nhân khẩu.
Ngày 9 tháng 1 năm 2004, Chính phủ ban hành Nghị định số 16/2004/NĐ-CP về việc chuyển xã Ninh Khánh thuộc huyện Hoa Lư về thị xã Ninh Bình quản lý.
Ngày 28 tháng 4 năm 2005, Chính phủ ban hành Nghị định số 58/2005/NĐ-CP về việc thành lập phường Ninh Khánh trên cơ sở toàn bộ diện tích tự nhiên và dân số của xã Ninh Khánh.
Phường Ninh Khánh có 535,82 ha diện tích tự nhiên và 7.027 nhân khẩu.
Ngày 7 tháng 2 năm 2007, Chính phủ ban hành Nghị định số 19/2007/NĐ-CP về việc thành lập thành phố Ninh Bình thuộc tỉnh Ninh Bình. Phường Ninh Khánh trực thuộc thành phố Ninh Bình.
Ngày 10 tháng 12 năm 2024, Ủy ban Thường vụ Quốc hội ban hành Nghị quyết số 1318/NQ-UBTVQH15 về việc sắp xếp đơn vị hành chính cấp huyện, cấp xã của tỉnh Ninh Bình giai đoạn 2023 – 2025 (nghị quyết có hiệu lực từ ngày 1 tháng 1 năm 2025). Theo đó, thành lập thành phố Hoa Lư thuộc tỉnh Ninh Bình trên cơ sở thành phố Ninh Bình và huyện Hoa Lư. Phường Ninh Khánh trực thuộc thành phố Hoa Lư.

## Kinh tế
Ninh Khánh là một phường mới, vì vậy mà hiện tại ở đây đang được đầu tư xây dựng khá mạnh với nhiều dự án lớn như: Quảng trường tượng đài Đinh Tiên Hoàng Đế, Công viên Tràng An, các khách sạn, đường giao thông...
- Khu công viên văn hóa Tràng An được quy hoạch với diện tích trên 288ha thuộc các phường Ninh Khánh, Tân Thành, xã Ninh Nhất (thành phố Ninh Bình) và xã Ninh Xuân (Hoa Lư). Công viên văn hóa Tràng An được xây dựng gồm nhiều phân khu chức năng như khu quản lý điều hành, khu cây xanh công viên, khu dịch vụ, khách sạn,...
- Dự án Quảng trường Đinh Tiên Hoàng Đế tại trung tâm thành phố Ninh Bình đang được thi công với mức tổng đầu tư trên 1.000 tỷ đồng, quy mô gần 60ha, trong đó khu quảng trường chính, tượng đài gần 20ha, còn lại là cây xanh, hồ nước công viên. Tượng Đinh Tiên Hoàng Đế có khối lượng 100 tấn, phần thân cao 9,9m, phần bệ cao 10m. Theo quy mô đã được phê duyệt, ngoài phần tượng Đinh Tiên Hoàng Đế, 4 góc xung quanh tượng đài còn có tượng 4 vị quan đại thần Đinh Điền, Nguyễn Bặc, Trịnh Tú, Lưu Cơ cao 5m, có lính canh và ngựa bằng đá.
- Khách sạn Ninh Binh Legend Hotel (Ninh Bình Huyền Thoại) thuộc phường Ninh Khánh đạt tiêu chuẩn 4 sao đã khai trương vào dịp Xuân 2010. Đây là khách sạn Phía bắc giáp quảng trường trung tâm thành phố Ninh Bình, Phía nam nhìn về du du lịch sinh thái Tràng An và cố đô Hoa Lư. Khách sạn Ninh Bình Huyền Thoại được thiết kế theo phong cách Pháp trên tổng diện tích 5.680 m². Với 10.000 m² xây dựng, 11 tầng và 108 buồng nghỉ. Tất cả các buồng nghỉ đều có cửa sổ lớn nhìn ra không gian núi non.
- Dự án Xây dựng Đại lộ Đinh Tiên Hoàng với mục tiêu mở rộng không gian đô thị thành phố Ninh Bình là một dự án lớn, có quy mô vốn đầu tư dự kiến 30 triệu USD gồm đường trục chính xây mới dài khoảng 6 km với điểm đầu Quảng trường 2, điểm cuối nút giao ngã tư đầu cầu Gián Khẩu.[11] Dự án Đại lộ Đinh Tiên Hoàng đi qua địa bàn các phường Đông Thành, Ninh Khánh của thành phố Ninh Bình và các xã Ninh Khang, Ninh Mỹ, Ninh Giang của huyện Hoa Lư.
- Khách sạn Hoàng Sơn Peace đạt tiêu chuẩn 4 sao.

## Văn hóa

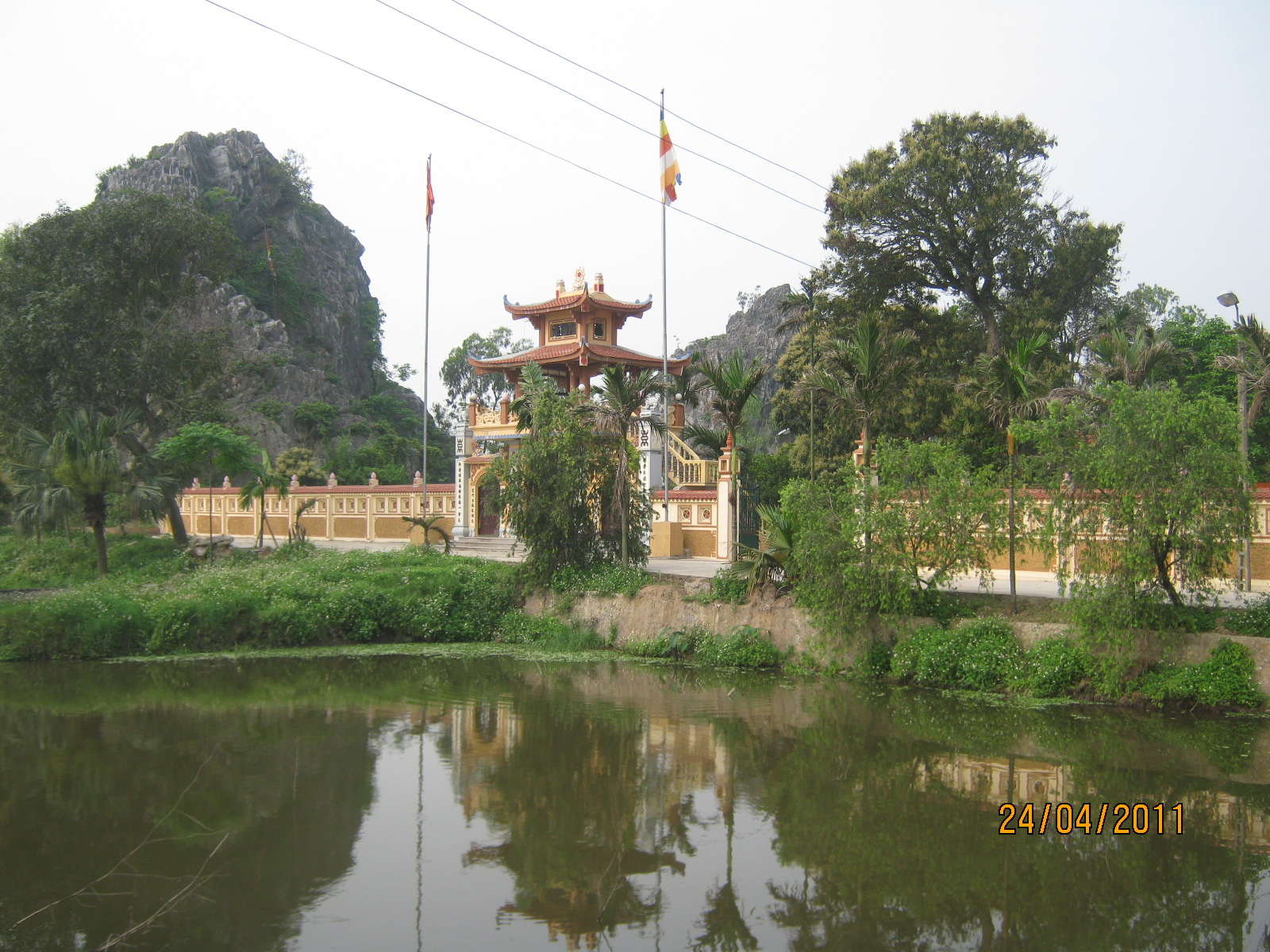
Chùa A Nậu (chùa Sêu) ở Ninh Khánh, thành phố Ninh Bình

Tính đến năm 2010, Ninh Khánh có 1 di tích cấp quốc gia là chùa A Nậu – một trong hàng chục ngôi chùa được vua Trần Thái Tông xây dựng trên đất cố đô Hoa Lư khi ông về ẩn náu tại hành cung Vũ âm. Các đền, chùa khác được Trần Thái Tông xây dựng là: chùa Linh Cốc, chùa Sen, chùa Đẩu Long, chùa Dầu, chùa Tháp và đền thờ thần Quý Minh trấn nam Hoa Lư tứ trấn tại Tràng An,... Ninh Khánh cũng là phường được công nhận Anh hùng lực lượng vũ trang nhân dân Lưu trữ ngày 15 tháng 3 năm 2016 tại Wayback Machine ở Ninh Bình.